# Johan Lorens Westerberg
Johan Lorens Westerberg var en svensk provinsiellmålare verksam under senare delen av 1700-talet.
Westerberg var verksam i södra Sverige huvudsakligen i trakterna kring Malmö. I Kärleksrummet på Börringekloster dekoreringsmålade han väggarna med fält av romerska landskap och kärlekspar. Han är även känd som porträttmålare.  